# 푸탐 웻차야차이
품탐 웨차야차이 MPCh MVM (태국어: ภูมิธรรม เวชยชัย, RTGS: Phumtham Wetchayachai, th; 1953년 12월 5일 출생)는 2025년 7월 패통탄 친나왓이 정직된 후 태국 총리 대행을 맡고 있는 태국의 정치인이다. 그는 이전에 세타 타위신이 해임된 후 2024년 8월 14일부터 16일까지 총리 대행을 지냈다. 그는 세타 내각에서 부총리와 상무부 장관을 역임했으며, 패통탄 내각에서는 국방부 장관을 역임했다. 그는 현재 부총리 겸 내무부 장관을 겸하고 있다.

## 초기 삶과 경력
품탐은 1953년 12월 5일 프라나콘 방콕에서 태어났다. 그는 타위타피섹 학교에서 고등학교를 졸업했다. 고등 교육을 계속하면서 품탐은 1975년 쭐랄롱꼰 대학교 정치학부에서 정치학 학사 학위를 취득했으며, 1984년에는 정치학 석사 학위를 취득했다.
품탐은 1997년부터 1998년까지 신 코퍼레이션의 최고경영자였다.

## 정치 경력
품탐은 1977년부터 1978년까지 태국공산당의 일원이었다. 그는 이후 1978년부터 1997년까지 민주당의 일원이었고, 타이락타이 (TRT)에 합류했다.
품탐은 총리 탁신 친나왓의 고문으로 일하다가 탁신 2차 내각에서 교통부 차관으로 임명되었다.
탁신 정부는 2006년 11월 19일 쿠데타로 태국 왕립 육군에 의해 전복되었다. TRT는 해산되었고 품탐을 포함한 111명의 당 간부들은 2007년에 향후 5년간 정치적 공직을 맡는 것이 금지되었다. 그럼에도 불구하고 품탐은 미디어 전략가로 배후에서 일하며 탁신과 그의 정당들에 충성심을 유지했다. 2012년 4월에 금지 조치가 만료되자 그는 국가 화해에 대한 열망과 TRT의 후계 정당인 프아타이당 (PTP)을 위해 일할 의사를 밝혔다. 111명의 전직 간부들에 대한 정치적 금지 조치 해제는 총리 잉락 친나왓에게 그녀의 내각을 개편하여 자리를 마련하도록 압력을 가했다. 품탐은 내무부 장관직에 대한 유력한 후보로 거론되었지만, 그 자리를 받지 못하고 대신 2012년부터 2013년까지 당의 이사, 이후 사무총장 겸 부대표를 역임했다.

## 세타 및 패통탄 정부

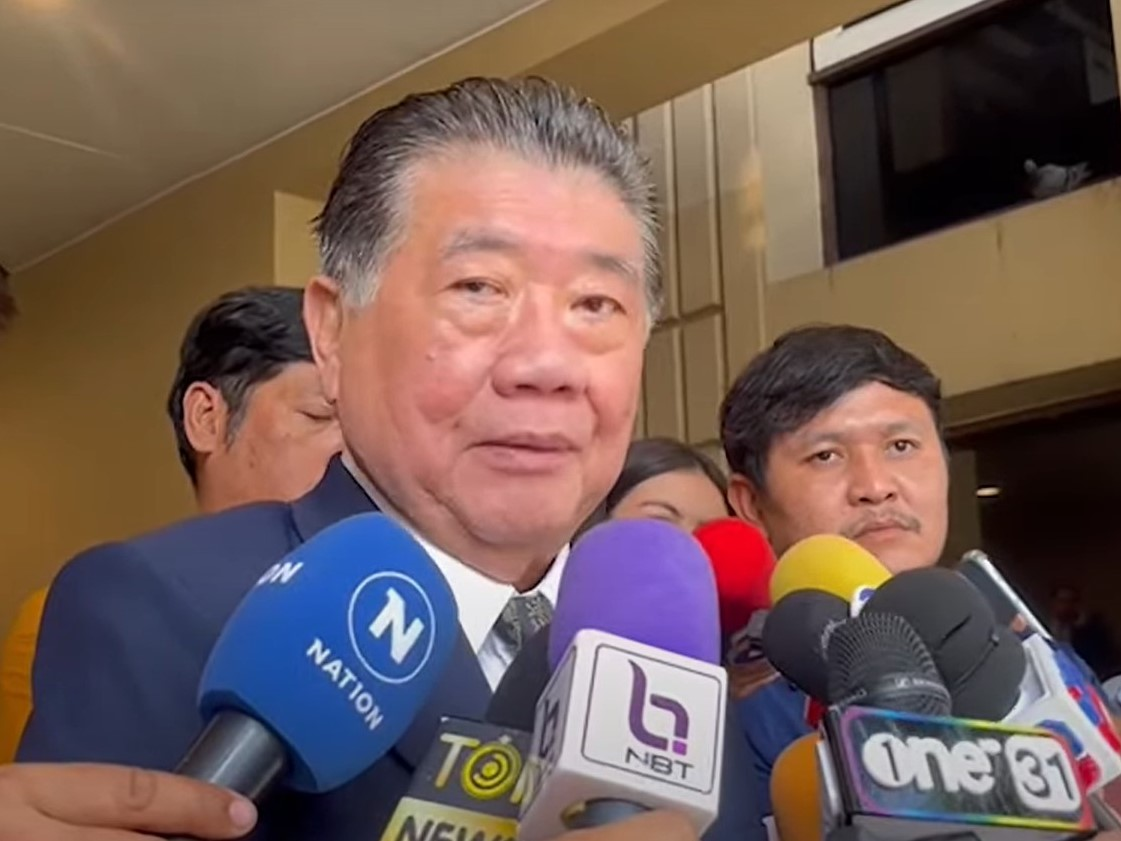
2023년 부총리 품탐

2023년 2023년 태국 총선거 이후, 품탐은 세타 내각에서 부총리 겸 상무부 장관으로 임명되었다.
2024년 4월 28일, 품탐은 판프리 바힛타누카라의 사임 이후 외무부 장관 대행으로 임명되었다. 그는 4월 30일 마리스 상이암퐁사가 그 뒤를 이었다.
2025년 3월, 품탐은 신장 위구르 자치구 당 서기 마싱루이와 태국이 위구르족 40명을 중국으로 추방한 문제에 대해 회의를 가졌다.

## 총리 대행 (2024년, 2025년)
2024년 8월 14일, 품탐은 헌법재판소가 세타 타위신을 해임한 후 태국 총리 대행으로 임명되었다.
패통탄 친나왓이 헌법재판소에 의해 총리직에서 정직된 후, 그녀의 부총리였던 품탐이 임시 총리가 되었다.
총리로서 품탐은 7월에 2025년 캄보디아-태국 국경 분쟁의 격화를 주재했다.

## 왕실 훈장
- 2024년 –  	기사 대수 (특급) 가장 고귀한 태국 왕관 훈장[13]
- 2008년 –  기사 대십자 (1급) 가장 존귀한 흰 코끼리 훈장[14]